# Tadamiči Kuribajaši
Tadamiči Kuribajaši (jap. 栗林忠道), japonski general, * 7. julij 1891, Nagano, Japonska, † 23. marec 1945, Iwo Jima, Japonska.

## Življenje
Nekaj let je študiral in bival v ZDA kot vojaški ataše. Leta 1944 je postal poveljnik obrambe japonskega tihomorskega otoka Iwo Jima. Organiziral je odlično obrambno strategijo, ki jo je Američanom uspelo streti šele po dobrem mesecu dni z ogromnimi izgubami v vojaštvu in tehniki. Vzrok smrti ni povsem znan, nekateri viri navajajo, da je padel v zadnjem prodoru japonskih enot na ameriške položaje, drugi, da je pred popolno kapitulacijo naredil samomor (sepuku).